# Cykas-klassen
Cykas-klassen (Cycadopsida) rummer én orden:
- Cykas-ordenen (Cycadales)